# Seznam nemških admiralov
Seznam nemških admiralov.

## B
- Karl Rudolf Brommy

## C
- Wilhelm Canaris

## D
- Karl Dönitz

## H
- Franz von Hipper
- Theodor Hoffmann

## P
- Heinrich Pruski

## R
- Erich Raeder
- Bernhard Rogge

## S
- Ehrhardt Schmidt
- Kay-Achim Schönbach
- Maximilian von Spee

## T
- Alfred von Tirpitz